# Vergnügungszug
Die Vergnügungszug-Polka ist eine Schnellpolka von Johann Strauss Sohn (op. 281). Das Werk wurde am 19. Jänner 1864 im Redouten-Saal der Wiener Hofburg erstmals aufgeführt.